# Premature (2014)
Premature is een Amerikaanse erotische komediefilm uit 2014 geregisseerd en mede geschreven door Dan Beers. De film ging op 7 maart 2014 in première tijdens het South by Southwest (SXSW) mediafestival.

## Verhaal
De film volgt jonge middelbare scholier Rob die voor de grootste dag in zijn leven staat; hij moet een toelatingsgesprek voor een college volgen. Dit alle ten tijden dat hij zijn hoofd koel moet houden nu de knappe Angela eindelijk in hem geïnteresseerd lijkt te zijn. Daarnaast moet hij om te zien gaan met zijn beste vrienden nu het einde van hun middelbare school periode in zicht komt. Als de druk door deze gebeurtenissen toeneemt gebeurt er iets vreemds, waardoor Rob iedere dag steeds opnieuw herbeleeft. Hij zal een manier moeten vinden om deze cyclus te doorbreken.

## Rolverdeling
| acteur            | personage        |
| ----------------- | ---------------- |
| John Karna        | Rob Crabbe       |
| Katie Findlay     | Gabrielle        |
| Craig Roberts     | Stanley          |
| Carlson Young     | Angela Yearwood  |
| Adam Riegler      | Arthur           |
| Alan Tudyk        | Jack Roth        |
| Brian Huskey      | directeur Hansen |
| Celeste Finn      | mevrouw Marconi  |
| Jonathan Kleitman | Uzy              |
| Steve Coulter     | Jim Crabbe       |
| Kate Kneeland     | Anne Crabbe      |
| Zoey Myers        | Lisa             |

## Achtergrond
De film werd geregisseerd en mede geschreven door Dan Beers, voor het schrijven van het scenario van de film werd hij bijgestaan door Mathew Harawitz. De film werd geproduceerd door Aaron Ryder en Karen Lunder namens productiebedrijf FilmNation Entertainment. Hoofdrollen in de film waren weggelegd voor onder anderen John Karna, Carlson Young, Katie Findlay en Alan Tudyk.

## Release en ontvangst
Premature ging op 7 maart 2014 in première tijdens het South by Southwest (SXSW) mediafestival. De film werd vervolgens op 1 juli 2014 door distributeur IFC Midnight op video on demand uitgebracht en een dag later in bioscopen in de Verenigde Staten. De film werd door recensenten in het algemeen negatief ontvangen. Op Rotten Tomatoes heeft de film een score van 48% op basis van 21 beoordelingen. Metacritic komt op een score van 34/100, gebaseerd op 9 beoordelingen.